# Grúny
Grúny románul: Gruni, falu Romániában, a Bánságban, Temes megyében.

## Fekvése
Lugostól északra, Szapáryfalvától nyugatra fekvő település.

## Története
Grúny nevét 1453-ban említette először oklevél Grwn néven.
1597-ben Gruny, 1690–1700 között Grun, 1808-ban Gruin, 1913-ban Grúny néven említették.
1471-ben Grwon Hódos kastélyhoz tartozott.
1851-ben Fényes Elek írta a településről:
Gruin, oláh falu, Krassó vármegyében, Temes vármegye szomszédságában, Lugoshoz 1 1/4 mérföldnyire: 772 óhitű lakossal, anyatemplommal, igen termékeny szántóföldekkel és rétekkel. Jó káposztát termeszt. Földesura a kamara.
A trianoni békeszerződés előtt Krassó-Szörény vármegye Lugosi járásához tartozott.
1910-ben 905 lakosából 897 román görögkeleti ortodox volt.

## Források

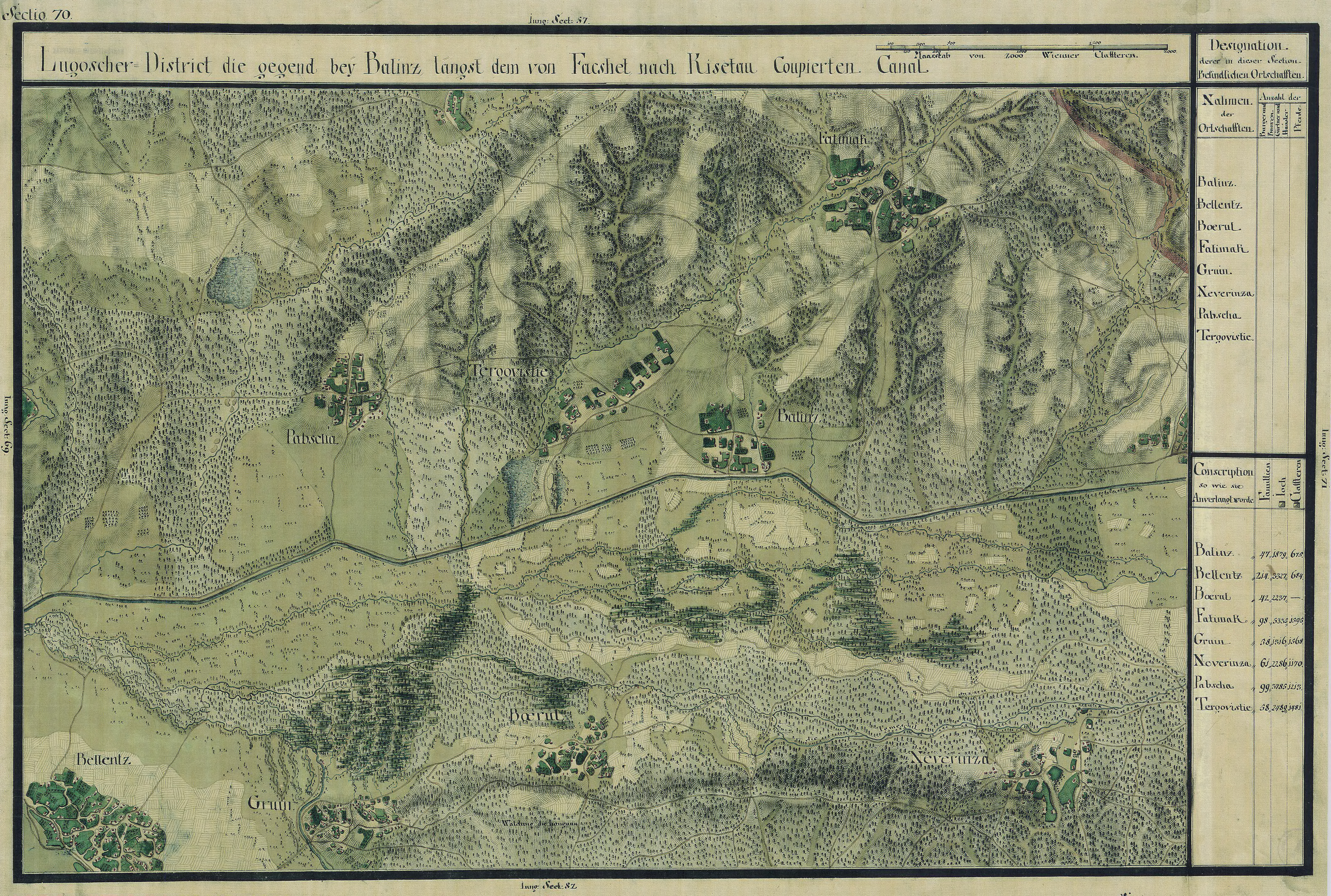
Grúny egy régi térképen